# Buccinoidea
Buccinoidea là một liên họ ốc biển săn mồi kích thước từ rất nhỏ đến lớn sống ở biển.

## Các họ
Có 6 họ trong liên họ này theo Phân loại động vật chân bụng (Bouchet & Rocroi, 2005):
- Buccinidae
- Colubrariidae
- Columbellidae
- Fasciolariidae
- Nassariidae
- Melongenidae